# One Central Saigon
One Central Saigon (tên cũ: The Spirit Of Saigon) hay còn gọi là Tứ giác Bến Thành là tháp đôi cao tầng đang được xây dựng tại số 1 đường Phạm Ngũ Lão, Phường Nguyễn Thái Bình, Quận 1, Hồ Chí Minh, Việt Nam.
Tòa tháp có diện tích 8.641 m², được bao bọc bởi bốn tuyến đường là Calmette, Lê Thị Hồng Gấm, Phó Đức Chính và Phạm Ngũ Lão và có vị trí vô cùng đắc địa khi xung quanh là những địa danh nổi tiếng mang tầm biểu tượng của thành phố như chợ Bến Thành, Bảo tàng Nghệ thuật, Công viên 23/9, Bệnh viện Sài Gòn.... Dự án gồm 2 tòa tháp đối diện nối với nhau bằng khu trung tâm thương mại của công trình. Tháp phía Tây cao 55 tầng (240 m), gồm văn phòng cho thuê và khách sạn 5 sao. Tháp phía Đông cao 48 tầng, gồm căn hộ, khu khách sạn thông qua kết nối trung tâm thương mại và tầng hầm. Khu vực thương mại gồm 3 tầng để xe và khu thương mại với 2 tầng hầm và 7 tầng nổi. Các căn hộ của dự án có diện tích 90 m², 120 m², 200 m² và 275 m².
One Central Saigon có vốn đầu tư dự kiến khoảng 500 triệu USD. Thành phố đã ra quyết định thu hồi 8.641 m2 đất tại khu tứ giác Bến Thành để giao cho Tập đoàn Bitexco thực hiện dự án xây dựng cao ốc văn phòng - thương mại - dịch vụ vào năm 2011. Dự án bắt đầu xây dựng vào năm 2012 và dự kiến hoàn thành năm 2015 nhưng sau đó công trình đã bị trì hoãn mãi đến tháng 10 năm 2019 thì bắt đầu khởi công lại do nhà thầu Coteccons thi công.